# Маяк Выевнаволок
Маяк Выевнаволок — упразднённый в 2007 году населённый пункт Кольского района Мурманской области России. Находился на территории сельского поселения Ура-Губа.

## География
Находился на мысе Выевнаволок, между бухтами Большая и Малая Калиновая на полуострове, образованном губами Ара и Ура в Мотовском заливе Баренцева моря в северо-западной части Кольского полуострова.

## История
В 2007 году по решению комитета Мурманской областной Думы по государственному строительству и местному самоуправлению было принято решение об упразднении населённых пунктов Маяк Выевнаволок, Порт-Владимир, Новая Титовка и Маяк Пикшуев.

## Инфраструктура
Маяк.

## Транспорт
Доступен морем.